# Шнивинд, Отто
Отто Шнивинд (нем. Hubert Maria Otto Schniewind, 14 декабря 1887, Зарлуи — 26 марта 1964, Линц-на-Рейне) — немецкий военно-морской деятель, генерал-адмирал (1 марта 1944 года).

## Биография
3 апреля 1907 года поступил в Кайзермарине кадетом. Прошел подготовку в военно-морском училище и на легком крейсере «Лейпциг». 28 сентября 1910 года произведен в лейтенанты. С 15 ноября 1911 года — вахтенный офицер на легком крейсере «Аугсбург», с 20 августа 1912 года адъютант и офицер связи на легком крейсере «Магдебург».
С 1 октября 1913 года служил на миноносцах.

### Первая мировая война
Участник Первой мировой войны, командовал различными миноносцами 13-й и 14-й полуфлотилий. За боевые отличия награждён Железным крестом 1-го и 2-го класса. 17 июня 1917 года получил звание капитан-лейтенанта. С 20 сентября 1918 года командир 7-й флотилии миноносцев. 22 июня 1919 года интернирован и освобожден только в конце января 1920 года.

### Межвоенная служба
20 апреля 1920 года принят на службу на флот, командиром роты 2-й морской бригады. С 15 августа 1920 года флаг-лейтенант 4-й флотилии и командир тральщика М-133, c 19 декабря того же года — 2-й офицер Адмирал-штаба в штабе военно-морской станции «Нордзее».
С 1 января 1925 по 22 сентября 1926 года — адъютант имперского военного министра. С 23 сентября 1926 года командовал 4-й полуфлотилией, с 26 сентября 1928 года — 2-й флотилией миноносцев. С 7 октября 1930 года 1-й офицер Адмирал-штаба в штабе флота.
С 28 сентября 1932 по 19 февраля 1934 года командовал легким крейсером «Кёльн».
С 27 сентября 1934 по 19 октября 1937 года — начальник штаба флота. С 20 октября 1937 года начальник Административного управления Верховного командования ВМС (ОКМ).

### Вторая мировая война
С 31 октября 1938 по 22 августа 1939 года начальник Командного управления ОКМ и начальник Штаба руководства морской войной. Руководил разработкой планов морской войны, в том числе планом ОКМ по захвату Норвегии.
Ближайший сотрудник адмирала Эриха Редера, пользовался его неизменной поддержкой. 21 апреля 1940 года награждён Рыцарским крестом Железного креста.
С 12 июня 1941 года командующий флотом. Одновременно с 2 марта 1943 года стал командующим группой ВМС «Север».
31 июля 1944 года переведен в резерв фюрера, а 30 апреля 1945 года уволен в отставку. 8 мая 1945 года арестован британскими властями. Привлечен к 12-му процессу Американского военного трибунала в Нюрнберге по делу ОКВ, но был оправдан и 30 октября 1948 года освобожден.
В 1949—52 годах руководитель военно-морской исторической команды в Бремерхафене.

## Награды
- Железный крест (1914) 2-го и 1-го класса
- Крест Фридриха Августа 2-го и 1-го класса (14.08.1918)
- Почётный крест Первой мировой войны 1914/1918 с мечами
- Медаль «За выслугу лет в вермахте» 4-го, 3-го, 2-го и 1-го класса (02.10.1936)
- Орден Меча командорский крест 2-го класса (30.06.1936)
- Орден Короны Италии крест великого офицера (23.09.1938)
- Орден Святого Саввы 2-го класса (01.06.1939)
- Крест Морских заслуг (Испания) белого дивизиона (21.08.1939)
- Пряжка к Железному кресту 2-го и 1-го класса (29.09.1939)
- Медаль «В память 22 марта 1939 года» (26.10.1939)
- Рыцарский крест Железного креста (21.04.1940)
- Нагрудный знак флота с бриллиантами (30.07.1944)
- Орден Священного сокровища 1-го класса